# Liojoppites poecilipictus
Liojoppites poecilipictus là một loài tò vò trong họ Ichneumonidae.